# Albert Bordeaux
Albert Bordeaux, né à Thonon-les-Bains le 12 mai 1865 où il est mort le 29 décembre 1937, est un explorateur français.

## Biographie
Ingénieur des mines, frère d'Henry Bordeaux, il est nommé en 1898 directeur de la Ralston divide gold mining company à Forest Hill en Californie. Il s'y installe alors avec sa famille en janvier 1899 et y demeure jusqu'en 1901, explorant la Sierra Nevada.
En avril 1902, il est chargé d'une mission de prospection industrielle en Sibérie. Il part alors de Moscou, gagne Tomsk où, en attendant le dégel, il apprend le russe. Il obtient aussi les autorisations pour visiter les principaux districts miniers de Sibérie dont Iemanjelinsk et Minoussinsk. Il passe à Krasnoïarsk et Irkoutsk puis en train, traverse les monts Iablonovy, redescend sur Tchita et Sretensk où il embarque sur l'Amour. Il passe encore à Blagovechtchensk puis parvient à Khabarovsk et Nikolaievsk.
Il remonte ensuite l'Amgoun, un affluent de l'Amour et visite les placers de Kerbinsky avant de se rendre en bateau à Vladivostok par Alexandrovsk, Due, Olga et l'île d'Askold. Il traverse ensuite la Mandchourie par Kharbin et Tsitsikar et, par le Grand Khingan, descend sur Khailar (en) et rentre en Sibérie à Mandchouria. À Karymskaia, il reprend le transsibérien (décembre 1902) pour rentrer à Moscou.

## Œuvres
- Études sur les champs aurifères de Lydenburg, de Kaap et du Charterland (Afrique du Sud), Annales des Mines de mars 1897, Paris : chez Vicq-Dunod & Cie, 1897  (A lire sur Gallica)
- Rhodésie et Transvaal : impressions de voyage'', Paris : chez  E. Plon, Nourrit et Cie, 1898, (A lire sur Gallica)
- Les mines de l'Afrique du Sud: Transvaal, Rhodésie, etc, 1898
- Les Gisements de quartz aurifère en Sibérie, Annales des mines, décembre 1902
- Sibérie et Californie. Notes de voyage et de séjour. Janvier 1899-décembre 1902, 1903 (A lire sur Gallica)
- Les placers aurifères de la Sibérie, dans la Revue universelle des mines, de la métallurgie, […], tome 1, 4e série, p. 109, Liège : Institut national de l'industrie charbonnière & Paris : chez H. Le Soudier, 1903 (A lire dans Gallica)
- La Bosnie populaire, paysages, mœurs et coutumes, légendes, chants populaires, mines, Plon-Nourrit et Cie, 1904 (A lire sur Gallica)
- La Guyane inconnue, voyage à l'intérieur de la Guyane française, Plon-Nourrit et Cie, 1906 (A lire sur Gallica)
- Le Mexique et ses mines d'argent, Plon-Nourrit et Cie, 1910 (A lire sur Gallica)
- Histoire des sciences physiques, chimiques et géologiques au XIXe siècle, C. Béranger, 1920  (A lire sur Gallica)
- La Géologie et les mines de la Savoie, 1925
- L'or et l'argent, Paul Dupont, 1926 (A lire sur Gallica)

On lui doit aussi en 1912 la traduction du Hermiston, le juge pendeur de Robert-Louis Stevenson (A lire sur Gallica).